# Ole Rømer
Ole (Christensen) Rømer [o(ː)lə ˈʁœːˀmɐ] (n. 25 septembrie 1644, Århus – d. 19 septembrie 1710, Copenhaga), a fost un astronom danez. A fost cunoscut prin măsurarea cantitativă pentru prima dată a vitezei luminii.

## Biografie
La începutul carierei sale, Rømer  a încercat să creeze noi modele și să facă observații cu scopul confirmării ipotezei lui Copernic privitoare la paralaxele stelare
A construit și modele  care arată rotația sateliților lui Jupiter în jurul acestei planete, și mișcarea Lunii în jurul Pământului.
În 1676, studiind eclipsele satelitului Io al lui Jupiter, a remarcat că aceste evenimente se produc când «la ora prevăzută» (previziunile sale potrivit Legilor lui Kepler se verificau), când cu 10 minute înainte, și când, alteori, cu 10 minute în întârziere (Io efectuează o revoluție în jurul lui Jupiter în 1,77 de zile terestre, decalajele pe o revoluție erau, prin urmare, de ordinul a 10 secunde, pentru o mai mare precizie, el a calculat decalajele pe mai mulți ani). A știut să găsească explicația acestui mister considerând pozițiile respective ale Pământului și ale lui Jupiter în raport cu Soarele. În septembrie 1676 a anunțat că eclipsa lui Io prevăzută să se producă pe 9 noiembrie  va avea loc cu întârziere de 10 minute. Succesul a fost total, și o dare de seamă a fost publicată în Journal des savants la 7 decembrie din același an.
Nu a dat valoarea vitezei luminii, cel puțin în sensul în care o înțelegem astăzi; totuși a precizat că lumina are nevoie de 22 de minute pentru a parcurge o distanță egală cu diametrul orbitei Pământului. În epoca sa acest diametru nu era cunoscut cu precizie, iar acum se știe că luminii îi trebuie 16 minute  pentru a parcurge diametrul orbitei terestre și nu 22 de minute.
Această primă aproximare a vitezei luminii urma experiențelor lui Galileo, asupra aceleiași probleme, care dăduse niște rezultate puțin concludente.
A elaborat și o scară de temperatură cunoscută sub numele de scara Rømer.
În cursul șederii sale la Paris, când a lucrat și la Observatorul din Paris, a ocupat funcția onorifică de perceptor al Delfinului pentru Astronomie.